# (53028) 1998 WX5
1998 دابليو أكس 5 (ويعرف أيضًا باسم (53028) 1998 دابليو أكس 5 وفق تسمية الكوكب الصغير) (بالإنجليزية: 1998 WX5)‏ هو كويكب ضمن حزام الكويكبات؛ وترتيبه 53028 من حيث الاكتشاف.
اكتُشف هذا الجُرم الفلكي بواسطة تاكيشي أوراتا ‏ في 20 نوفمبر 1998.

## وصلات خارجية
- (53028) 1998 WX5 في قاعدة بيانات مختبر الدفع النفاث لأجرام النظام الشمسي الصغيرة

- الاكتشاف · مخطط المدار ·  العناصر المدارية · المعلمات المادية

- (53028) 1998 WX5 على موقع ويكي سكاي: DSS2, SDSS, GALEX, IRAS, Hydrogen α, X-Ray, Astrophoto, Sky Map, Articles and images